# Diaulos

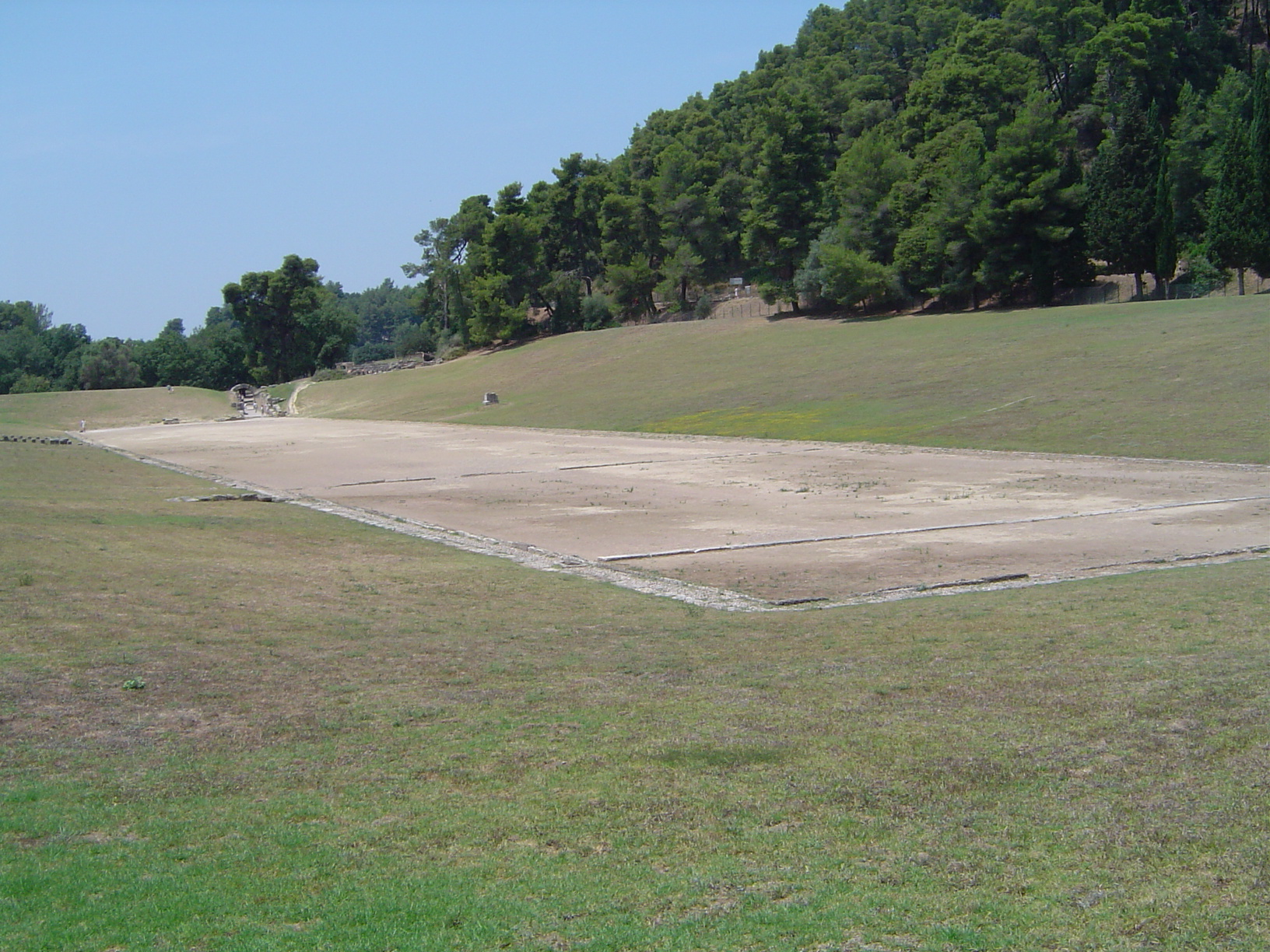
Le stade d'Olympie.

Le diaulos (grec ancien : δίαυλος), appelé aussi diaulique, était une course à pied faisant partie des épreuves au programme des Jeux panhelléniques, dont les Jeux olympiques antiques. Cette course pédestre était longue de deux stades (soit 1 200 pieds). Elle variait donc d'une cité à l'autre.
Le diaulos fut la deuxième épreuve historiquement aux Jeux olympiques, à partir de 724 et le premier à l'avoir emporté était Hypénos de Pise.
Le diaulos se courait aussi aux Jeux isthmiques et néméns pour les hommes adultes et aux Jeux pythiques pour les hommes et les enfants.

## Vainqueurs célèbres
- Hypénos de Pise : premier vainqueur aux Jeux olympiques en 724 av. J.-C. [1],[2].
- Chionis de Sparte, vainqueur aux Jeux olympiques en 664, 600 et 656 av. J.-C., premier à réaliser trois fois de suite le doublé stadion et diaulos aux Jeux olympiques[3],[4].
- Phanas de Pellène, vainqueur aux Jeux olympiques en 512 av. J.-C., premier à réaliser le triplé stadion, diaulos et hoplitodromos (course en armes) aux Jeux olympiques[5].
- Astylos de Crotone, vainqueur aux Jeux olympiques en 488, 484 et 480 av. J.-C., réalisa trois fois de suite le doublé stadion et diaulos aux Jeux olympiques[6].
- Philinos de Cos, vainqueur aux Jeux olympiques en 264 et 260 av. J.-C., crédité en tout de vingt-quatre victoires dans les concours pentétériques, dont deux doublés stadion-diaulos aux Jeux olympiques[7],[8].
- Léonidas de Rhodes, vainqueur aux Jeux olympiques en 164, 160, 156 et 152 av. J.-C., seul athlète à avoir réalisé quatre fois de suite le triplé stadion-diaulos-hoplitodromos[note 1],[9],[10].
- Politès de Céramos, vainqueur aux Jeux olympiques en 69 apr. J.-C. du triplé inédit stadion-diaulos-dolichos[11],[12].
- Hermogénès de Xanthos, vainqueur aux Jeux olympiques en 81 et 89 apr. J.-C. du triplé stadion, diaulos et hoplitodromos, crédité en tout de trente-et-une victoires dans les concours pentétériques[13],[14].